# Bronisław Weryński
Bronisław Edward Weryński (ur. 8 listopada 1931 r. w Rawie Ruskiej, zm. 14 kwietnia 2009 w Opolu) – polski inżynier budownictwa, specjalizujący się w technologii materiałów budowlanych oraz technologii materiałów wiążących; nauczyciel akademicki związany z Politechniką Opolską.

## Życiorys
Urodził się w 1931 roku w Rawie Ruskiej, w województwie lwowskim. Po ukończeniu szkoły średniej podjął studia na Wydziale Inżynierii Materiałowej i Ceramiki Akademii Górniczo-Hutniczej w Krakowie, które ukończył w 1954 roku zdobywając dyplom inżyniera ceramiki. Bezpośrednio po ukończeniu studiów podjął pracę w Cementowni "Groszowice" w pobliżu Opola. W 1965 roku na swojej macierzystej uczelni uzyskał tytuł magistra chemii ceramiki. Rok później zatrudnił się w Instytucie Przemysłu Wiążących Materiałów Budowlanych (obecnie Instytut Szkła, Ceramika Materiałów Ogniotrwałych i Budowlanych) w Warszawie, gdzie po uzyskaniu w 1972 roku stopnia doktora nauk technicznych objął stanowisko zastępcy dyrektora do spraw naukowo–badawczych, a w 1981 roku został powołany na stanowisko dyrektora naczelnego. Równocześnie z zatrudnieniem w instytucie naukowym podjął w 1975 roku pracę dydaktyczną na Wydziale Budownictwa w Wyższej Szkole Inżynierskiej w Opolu (od 1996 Politechnika Opolska). W 1985 roku Rada Państwa nadała mu tytuł naukowy profesora nauk technicznych.
W latach 1975–1982 zatrudniony był na stanowisku docenta na opolskiej uczelni technicznej, a od 1987 roku na stanowisku profesora na drugim etacie. W 1998 roku został mianowany profesorem zwyczajnym. W 2002 roku przeszedł na emeryturę, utrzymując ciągłe kontakty z Wydziałem Budownictwa, między innymi podejmując się recenzji prac doktorskich. Brał aktywny udział w licznych komitetach i komisjach Polskiej Akademii Nauk, był członkiem kilku jej rad naukowych. Zmarł w 2009 roku w Opolu. 

## Dorobek naukowy i odznaczenia
Jego działalność naukowa koncentrowała się na następujących kierunkach badawczych: opracowanie metody kompleksowego wytwarzania tlenku glinu i cementu z surowców nieboksytowych, opracowanie fizykochemicznych podstaw cementów szybkotwardniejących i cementów wysokich marek, energooszczędne metody otrzymywania klinkieru cementowego, wykorzystanie surowców odpadowych jako surowca i nośnika energii w produkcji materiałów budowlanych, opracowanie ceramiki poryzowanej o niskim współczynniku przewodności cieplnej.
Dorobek naukowy obejmuje 80 publikacji, w tym 1 monografię oraz 22 patenty. Bronisław Weryński ma znaczące osiągnięcia w rozwoju kadry naukowej Instytutu Przemysłu Wiążących Materiałów Budowlanych. W latach 1986–1996 trzech pracowników uzyskało stopień doktora habilitowanego, dwunastu – doktora nauk technicznych, w tym trzech jego promotorstwa. Prowadził również działalność w zakresie rozwoju młodej kadry, między innymi był promotorem 5 rozpraw doktorskich. 
Za osiągnięcia naukowe, techniczne i organizacyjne prof. Bronisław Weryński otrzymał szereg nagród, w tym Nagrodę Specjalną w Roku Nauki Polskiej, Prezesa PAN, Ministra Nauki Szkolnictwa Wyższego i Techniki, Nagrodę Sekretarza Naukowego PAN oraz Ministra Budownictwa i Przemysłu Materiałów Budowlanych. Był również wielokrotnie nagradzany odznaczeniami państwowymi, resortowymi i
wojewódzkimi.

## Odznaczenia
- Krzyż Komandorski Orderu Odrodzenia Polski (1997)[4]
- Srebrny Krzyż Zasługi (1955)[5]